# 인비저블 서커스
《인비저블 서커스》(영어: The Invisible Circus)은 2001년에 개봉한 미국의 영화이다. 대한민국에서는 《인비져블》이란 제목으로 개봉했다.

## 한국판 성우진(KBS)
- 정미숙 - 페이스(카메론 디아즈)
- 김지혜 - 피비(조다나 브루스터)
- 김민석 - 울프(크리스토퍼 에클스턴)
- 온영삼 - 아빠(패트릭 버긴)
- 김정희 - 엄마(블라이드 대너)
- 박규웅 - 잭
- 한호웅 - 에릭(모리츠 블라이프트로이)
- 이주원 - TV 남자
- 김희선 - 한나(니콜라 오버먼)
- 윤현정 - 클레어(이자벨 파스코)